# سنجاب پرنده چندرنگ

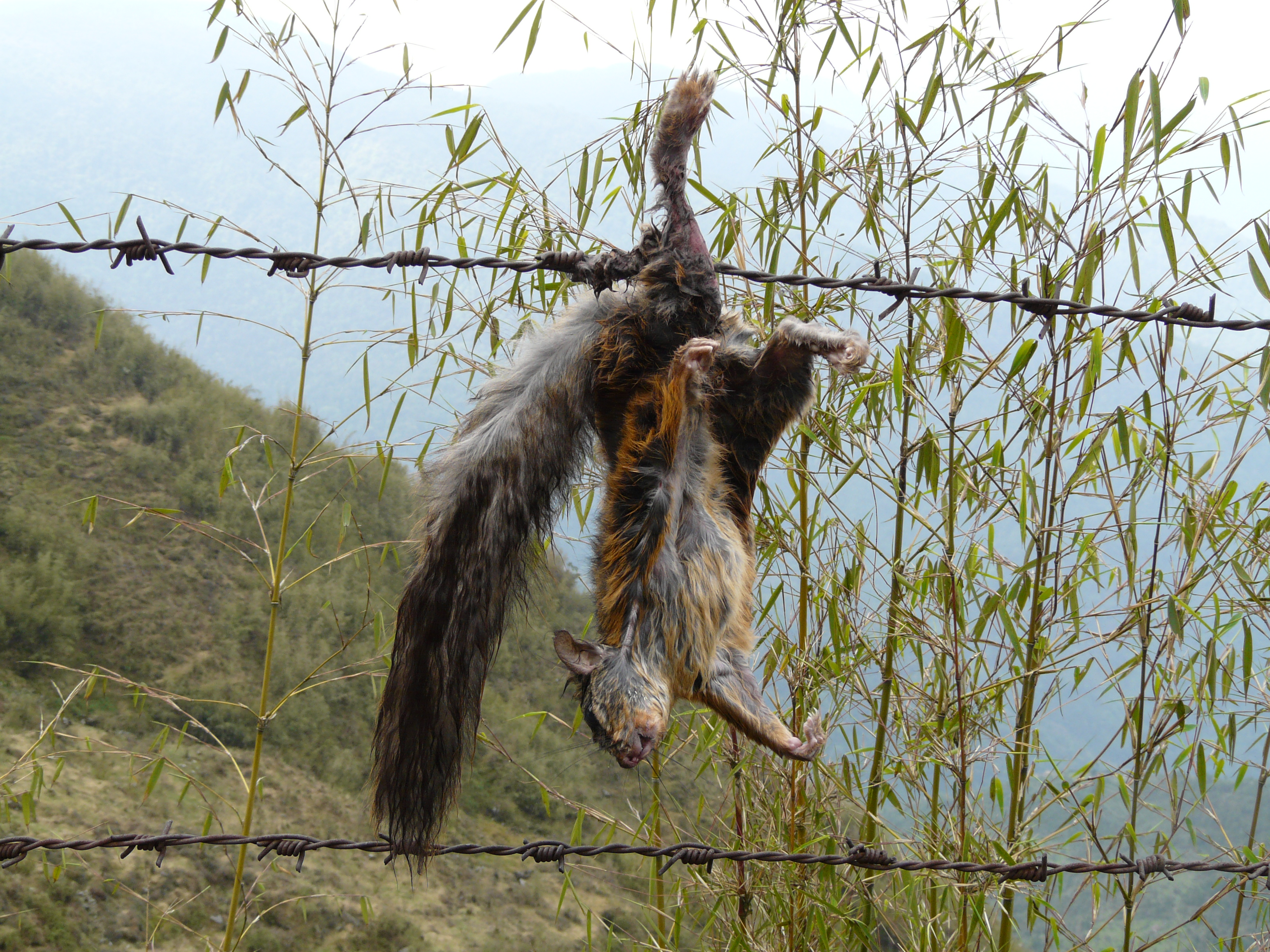
سنجاب پرنده چندرنگ(جنگل پر)

سنجاب پرنده چندرنگ (نام علمی: Hylopetes alboniger) نام یک گونه از سرده جنگل‌پر است.